# José Luis Geresta
José Luis Geresta Mujika, alias Oker o Ttotto, fue un terrorista integrante del comando Donosti de la organización ETA. Fue acusado de haber tomado parte en los asesinatos del concejal del Partido Popular Miguel Ángel Blanco y del político socialista Fernando Múgica, para el cual habría prestado un vehículo familiar, así como en una conspiración para el asesinato de la concejal del PP en San Sebastián Elena Azpiroz.
Respecto del asesinato de Miguel Ángel Blanco ocurrido el 12 de julio de 1997, en junio de 2006, durante el juicio contra García Gaztelu, Txapote, se acusó a Geresta Mujika de sujetar maniatado al asesinado mientras Txapote lo ejecutaba e Irantzu Gallastegi, Amaia vigilaba la zona en un coche aparcado en las proximidades. El asesinato se cometió en una pista forestal cercana a Lasarte.

## Polémica sobre su muerte
Su cadáver fue encontrado con un orificio de bala en la sien derecha a las 6.30 del 20 de marzo de 1999 en un descampado cerca del barrio de Zamalbide en Rentería (Guipúzcoa), solo once días después de la caída de otros dos miembros del comando Donosti. Junto al cuerpo se encontró una pistola Astra del calibre 6,35. Inicialmente se creyó que la pistola que se halló junto al cadáver de Geresta era del calibre 22, el mismo que el del arma utilizada para asesinar al concejal Miguel Ángel Blanco, hipótesis que quedó descartada al comprobar que se trataba de una pistola de calibre inferior. Dicha pistola no había sido utilizada en atentados terroristas y no se conocen precedentes de que la organización terrorista haya empleado pistolas del 6,35. Esta muerte fue calificada inicialmente por fuentes policiales y judiciales como suicidio.
Sin embargo, sectores próximos a ETA calificaron la muerte de Geresta de asesinato, especialmente tras saberse que la pistola se encontraba junto al lado izquierdo del cadáver (Geresta era diestro y precisamente en la sien derecha se encontraba el orificio de entrada de la bala) y que, tras su muerte, le habían sido arrancados dos muelas, lo que podría estar relacionado con las sospechas que hizo llegar a personas de su entorno estando ya en clandestinidad, poco antes de ser hallado muerto, sobre la posible implantación de un chip de localización en su dentadura por parte de la policía, lo cual, remitiendo al recurrente tema de la tortura policial en ámbitos abertzales, podría tratarse de un caso más de esta hipotética práctica en caso de que hubiera ocurrido estando Geresta aun vivo durante la operación o, más probablemente, de una acción de guerra psicológica con vistas a generar miedo y paranoia entre quienes, de manera más o menos fundada, se identificaran con el fallecido.
José Antonio Sáenz de Santamaría, exmilitar y asesor contra el terrorismo del ministro del Interior socialista entre 1986 y 1996, encuadró la muerte de Geresta en la guerra sucia, en una entrevista publicada por el diario La Razón el 19 de noviembre de 2001.
El ayuntamiento de Cizúrquil en Guipúzcoa, gobernado por la coalición PNV-EA aprobó una moción con el voto a favor de Herri Batasuna en la que se afirmaba que dicha muerte era sospechosa de ser un nuevo episodio de la guerra sucia utilizada por el Estado español.
El portavoz de Herri Batasuna, Joseba Permach, dijo también en aquel momento que la muerte José Luis Geresta formaba parte de un episodio de guerra sucia orquestado por las fuerzas de seguridad del estado, junto a otros casos recientes como los de Josu Zabala, Basajaun (suicidado en 1997) y Xabier Galparsoro, Anuk (muerto en 1993 al saltar por la ventana de la Jefatura Superior de Policía de Bilbao).
Esta muerte fue una de las detonantes que adujo ETA para poner fin a la tregua que venía observando hasta entonces. De hecho, tras su fallecimiento la banda terrorista creó como homenaje el 'comando Ttotto'.

## Polémica tras su muerte
El Ayuntamiento de Cizúrquil, gobernado por la izquierda abertzale decidió tras su muerte poner el nombre de José Luis Geresta Mujika a una plaza de la localidad. También se denominó otra plaza con el nombre de Joxe Arregi Izagirre, otro terrorista vecino de la localidad. Tras dos denuncias de víctimas del terrorismo ante la Audiencia Nacional un pleno del Ayuntamiento celebrado a puerta cerrada y con una fuerte presencia policial el 14 de abril de 2008 revocó ambos nombres. Votaron a favor todos los partidos con representación en el consistorio. Acción Nacionalista Vasca no contaba con ningún concejal por haber sido sus listas ilegalizadas antes de las elecciones municipales, pese a que el voto nulo que esta formación reclama como suyo fue mayoritario en la localidad. Como hecho colateral el voto a favor del concejal del Ezker Batua-Aralar, que pertenecía a la primera formación provocó la ruptura de dicha coalición en el municipio.